# Suate (Paquistão)

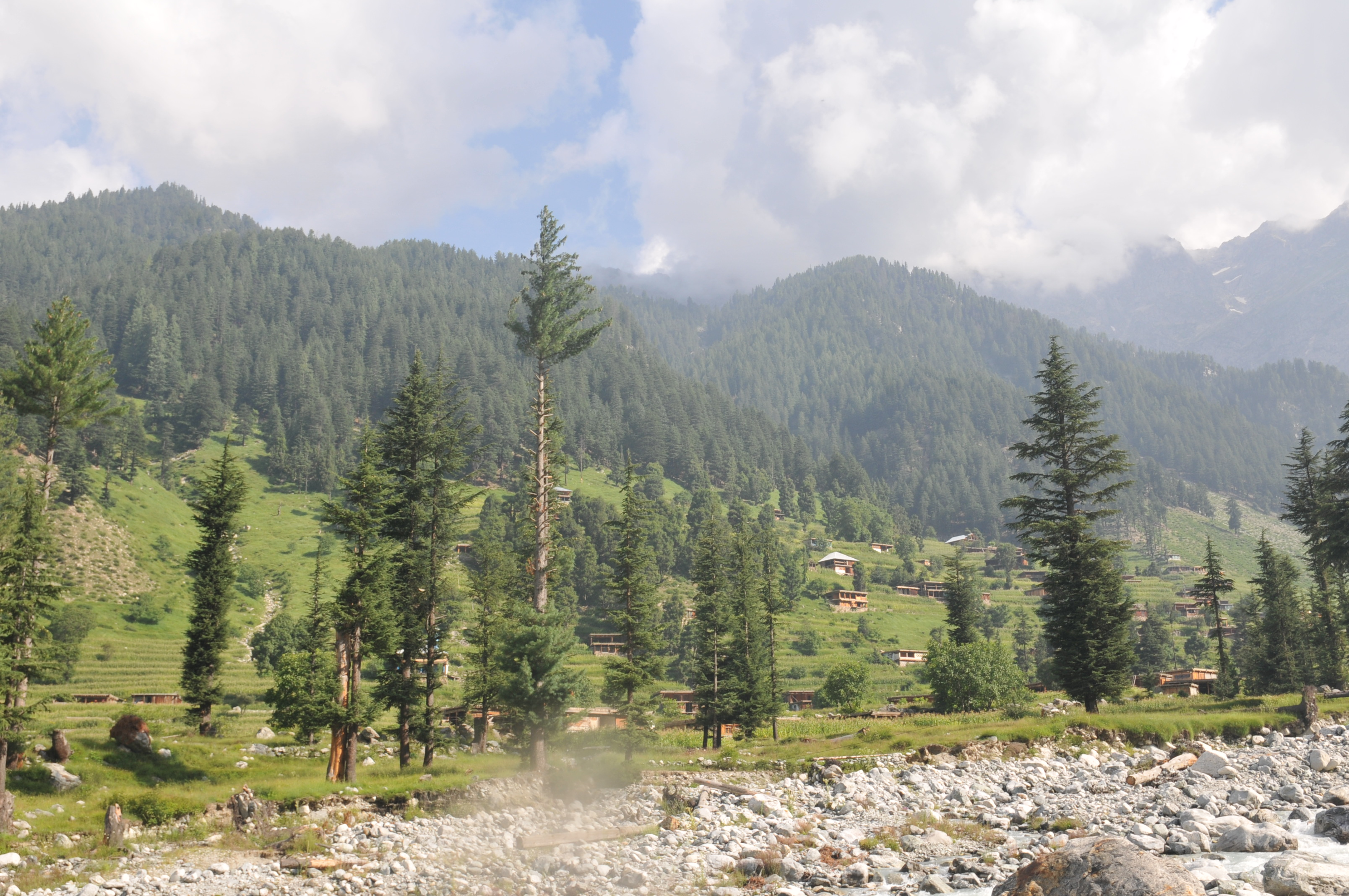
Vale do Mancial, no Suate

O distrito de Suate

Suate (em urdu: سوات; romaniz.: Swat), também denominado vale do Suate, é uma região do Paquistão que margeia o rio Suate. Conhecido como a "Suíça do Oriente" por conta de suas paisagens semelhantes aos Alpes, o lugar foi, durante muito tempo, um destino popular, até se tornar uma fortaleza para o Talibã em 2007.